# Mariko Muramatsu
Mariko Muramatsu (村松麻里子?, Muramatsu Mariko; Tokyo, 7 agosto 1969) è un'ex cestista giapponese.

## Carriera
Con il Giappone ha disputato i Campionati mondiali del 1990.